# 道叟道愛
道叟道愛（どうそうどうあい、生年不詳—康暦元年9月13日（西暦1379年10月31日）没）は南北朝時代の曹洞宗の僧。能登国總持寺の峨山韶碩に学んだ出羽国山本郡（現在の仙北郡）出身の禅僧。奥羽地方に曹洞禅を広めた。「峨山二十五哲」のひとり。『日本洞上聯灯録』にもその名が掲載されている。

## 生涯

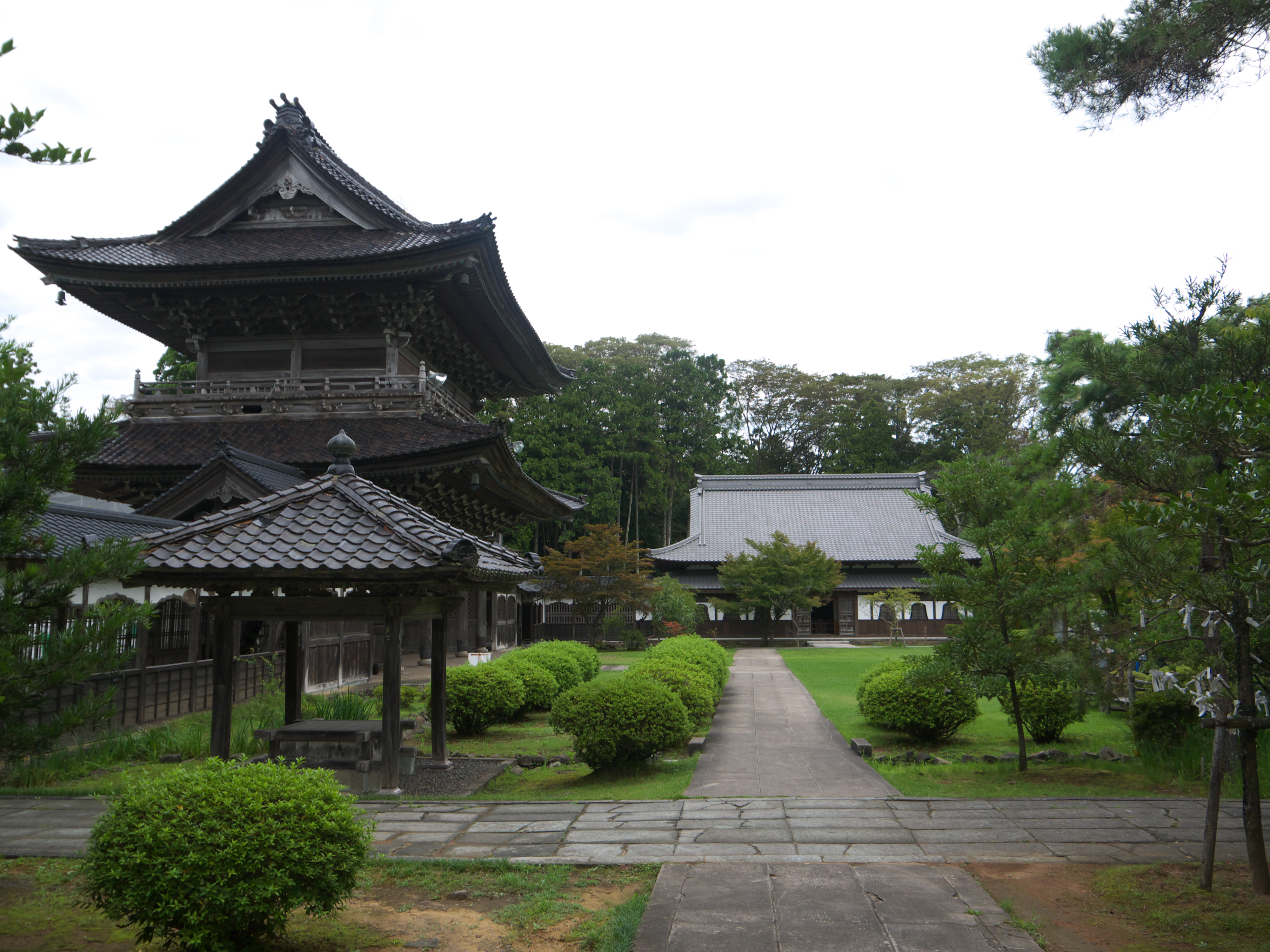
總持寺祖院（石川県輪島市）
----
道叟道愛は能登国總持寺において高僧峨山韶碩に学んだ。

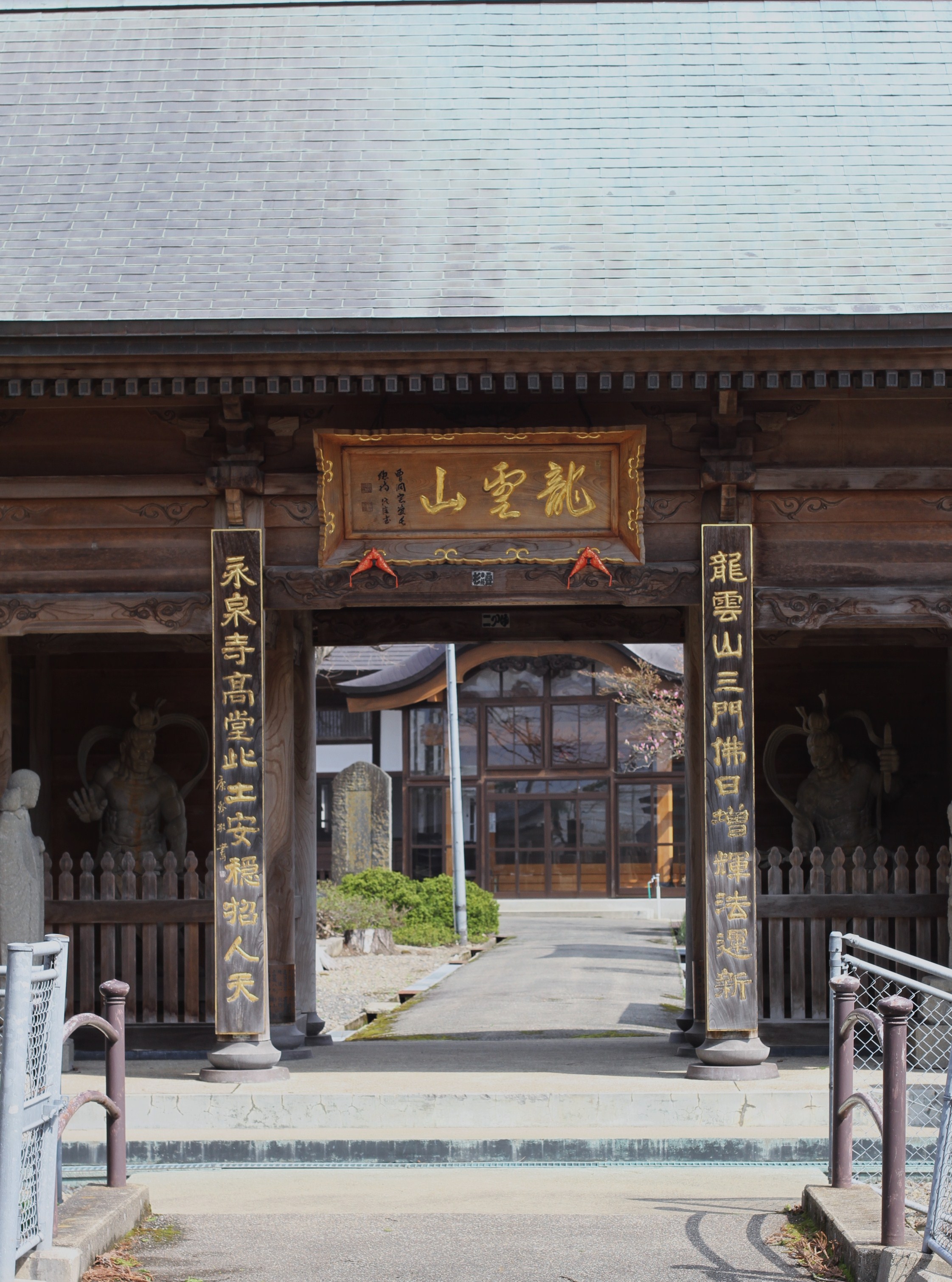
六郷永泉寺山門（秋田県美郷町）
----
道叟道愛が得度したといわれる宝珠院は道叟自身によって再興された。

秋田県仙北郡美郷町に伝わる『藤原姓久米氏家伝系図』によれば、道叟道愛は二階堂氏庶流久米氏の一族で、二階堂貞藤（道蘊）の後裔とされる。同系図によれば、「二階堂信濃守、二階堂美作次郎左衛門尉、同嫡子式部」とあり、この「式部」こそ道叟道愛であるという。また、江戸時代の博物学者で出羽国久保田藩領を遊覧した菅江真澄は道叟道愛を「飯詰村野守城主久米又左衛門尉行長の嫡男」としている。
幼少のころから出家を志した道愛は六郷高野村にあった宝珠院という真言宗寺院で得度し、16歳のころ比叡山延暦寺にのぼって天台宗の教学を学んで円頓戒や止観などを誓ったが、入山後数年して諸方の叢林を遍歴しようと決意し、こののち曹洞宗に転じたといわれている。『日本洞上聯灯録』によれば、それは24歳のときであったという。そして、能登国輪島（石川県輪島市）の總持寺第2世峨山韶碩に学んで、文和4年（1355年）に大悟して峨山禅師より法衣、払子、詞書などを授かり、法を嗣いだ。峨山からはこのとき、奥羽地方の布教を命じられた。
峨山禅師の下を辞したのちは牛の背に乗って各地に曹洞宗の教えを広めたといわれる。布教の途中、道叟道愛は六郷宝珠院を訪ねたが、そこはすでに無住の寺となっていたので曹洞宗に改め、「龍雲山宝珠院永泉寺（ようせんじ）」として開山したとされる。この寺は中世末期に同地方に勢力を張った国人六郷氏の菩提寺となった寺である。

「奥の正法寺」（岩手県奥州市水沢）
----
道叟道愛は、1世無底良韶、2世月泉良印に次ぐ3世として奥羽の曹洞宗の教線拡大に努めた。

その後、延文元年（1356年）陸奥国胆沢郡の豪族柏山氏にまねかれて岩手県金ケ崎町に永徳寺をひらき、また、請われて岩手県奥州市水沢の正法寺に入った。
正法寺は、峨山の高弟無底良韶が天台宗の古刹として知られた黒石寺奥の院に曹洞禅の道場を建てたことを嚆矢とし、のちに奥羽二州の曹洞宗中心寺院、また、永平寺・總持寺に次ぐ第三本山とも呼ばれるほどの寺勢を誇った。2世月泉良印は40年にわたってその住職をつとめ、正法寺発展の基礎を築いた。道叟道愛は、兄弟子にあたる無底・月泉を補佐し、月泉に先立って世を去ったが、正法寺の経済基盤を確立するなどその功績は大きく第3世として崇敬されている。正法寺には道叟道愛の位牌と木像がのこされている。
道叟はしばらく正法寺に住したと考えられるが、陸奥国津軽郡合浦を経て津軽西海岸に至り、青森県西津軽郡鰺ヶ沢町七ツ石に高沢寺を開山した。この寺は当時、日本列島最北の曹洞宗寺院であった可能性がある。道叟逝去の地は正法寺とする説も多いが、正法寺・永徳寺の史料にも高沢寺とするものがある。示寂は康暦元年（南朝年号:天授5年）9月13日のこととされることが多い。

## 道叟ゆかりの寺院
道叟道愛ゆかりの寺院は東北地方各地にあり、宮城県大崎市古川の西瀧山西光寺、山形県長井市の大雄山正法寺（通称「時庭観音」）も道叟開山といわれる。また、出羽由利郡本荘藩2代の六郷政勝は、仙北郡六郷にあったかつての菩提寺を本荘市出戸町の現在地にうつし、寛永16年（1639年）、寺号をひきついで「龍洞山永泉寺」とし、楯岡満茂一族の禅師華嶽峻栄に開かせた。開祖も六郷時代を継承して道叟道愛を1世とし、華嶽峻栄を11世中興開山としている。